# Jewgeni Petrowitsch Tschelyschew
Jewgeni Petrowitsch Tschelyschew (russisch Евгений Петрович Челышев; * 27. Oktober 1921 in Moskau; † 13. Juli 2020 ebenda) war ein russischer Indologe und Hochschullehrer.

## Leben
Tschelyschew stammte aus einer Kaufmannsfamilie. Er besuchte die Mittelschule mit Abschluss 1939 und begann dann das Studium am Moskauer Chemiemaschinenbauinstitut. Noch im ersten Studienjahr wurde er zur Roten Armee eingezogen und auf die Flugschule des Militärbezirks Orjol geschickt. Im Deutsch-Sowjetischen Krieg diente er als Funker in einem Schnellbomberregiment. Im Oktober 1944 wurde er nach Monino auf die Militärakademie für Kommandeure und Navigatoren geschickt, die ihn aber wegen seiner Sehschwäche nicht annahm.
Tschelyschew studierte in Moskau am Institut für Fremdsprachen der Roten Armee in der Abteilung für Orientalistik. Nach dem Abschluss mit Auszeichnung 1949 war er dort Adjunkt. 1952 verteidigte er seine Kandidatdisserttation über die gesellschaftspolitische Terminologie des literarischen Hindi nach Materialien der hindischen Presse. Er wurde dann Leiter des Lehrstuhls für Hindi und arbeitete dort bis zur Schließung des Instituts 1956.
Tschelyschew wurde als Oberstleutnant in die Reserve entlassen und arbeitete nun mehr als 30 Jahre lang im Institut für Orientstudien der Akademie der Wissenschaften der UdSSR, in dem er die Abteilung für Literatur des Ostens leitete. Gleichzeitig leitete er den Lehrstuhl für indische Sprachen des Staatlichen Moskauer Instituts für Internationale Beziehungen des Außenministeriums (1956–1975). 1965 verteidigte er seine Doktordissertation über Tradition und Innovation in der modernen Hindipoesie. 1966 wurde er zum Professor ernannt.
1981 wurde Tschelyschew zum Korrespondierenden Mitglied der Akademie der Wissenschaften der UdSSR (seit 1991 Russische Akademie der Wissenschaften (RAN)) und 1987 zum Wirklichen Mitglied gewählt. Lange war er Mitglied des Präsidiums der RAN.
Tschelyschew war ein Bewunderer Swami Vivekanandas, dessen Schriften und Lehren er jahrzehntelang erforschte und verbreitete. Er war einer der Vizepräsidenten des Committee for Comprehensive Study der Ramakrishna Vivekananda Movement.
Tschelyschew war Wissenschaftlicher Hauptmitarbeiter des Russischen Lichatschow-Forschungsinstituts für das Kultur- und Naturerbe in Moskau, das 1992 entsprechend der UNESCO-Konvention zur Bewahrung des Weltkulturerbes von der Regierung der Russischen Föderation gegründet worden war. Er war Mitglied des Wissenschaftlichen Rates des Vereinigten Wissenschaftszentrums für Probleme des universalen Denkens des Internationalen Roerich-Zentrums. Er war für mehr als 30 Jahre Mitglied des Schriftstellerverbands der UdSSR bzw. Russlands. Auch war er an der Vorbereitung der Feier zum 200. Geburtstag Alexander Puschkins beteiligt.

## Preise
- Demidow-Preis (1996)
- Sahitya Akademi Fellowship der indischen National Academy of Letters (2004)[10]
- Jawaharlal Nehru Award der indischen Regierung[6]
- Swami Vivekananda Award[6]

## Ehrungen, Preise
- Orden des Roten Sterns (1944, 1949)
- Medaille „Für Verdienste im Kampf“
- Medaille „Für die Verteidigung Moskaus“
- Medaille „Für die Verteidigung des Kaukasus“
- Medaille „Sieg über Deutschland“
- Medaille „30 Jahre Sowjetarmee und Flotte“
- Orden des Vaterländischen Krieges II. Klasse (1985)
- Medaille „20. Jahrestag des Sieges im Großen Vaterländischen Krieg 1941–1945“
- Jubiläumsmedaille „Zum Gedenken an den 100. Geburtstag von Wladimir Iljitsch Lenin“
- Medaille „40 Jahre Streitkräfte der UdSSR“
- Medaille „50 Jahre Streitkräfte der UdSSR“
- Medaille „30. Jahrestag des Sieges im Großen Vaterländischen Krieg 1941–1945“
- Medaille „60 Jahre Streitkräfte der UdSSR“
- Medaille „Veteran der Arbeit“
- Verdienter Wissenschaftler der RSFSR
- Medaille „40. Jahrestag des Sieges im Großen Vaterländischen Krieg 1941–1945“
- Medaille „70 Jahre Streitkräfte der UdSSR“
- Medaille „50. Jahrestag des Sieges im Großen Vaterländischen Krieg 1941–1945“
- Verdienstorden für das Vaterland, IV. Klasse (1997), III. Klasse (2007), II. Klasse (2020)
- Medaille „60. Jahrestag des Sieges im Großen Vaterländischen Krieg 1941–1945“
- Medaille „65. Jahrestag des Sieges im Großen Vaterländischen Krieg 1941–1945“
- Puschkin-Medaille
- Padma Bhushan des indischen Präsidenten (2002 zusammen mit Guri Iwanowitsch Martschuk)[11]
- Orden der Ehre (2012)
- Ehrenurkunde des Präsidenten der Russischen Föderation (2017)